# Sulechów
Sulechów là một thị trấn thuộc huyện Zielonogórski, tỉnh Lubuskie ở tây Ba Lan. Thị trấn có diện tích 6,88 km². Đến ngày 1 tháng 1 năm 2019, dân số của thị trấn là 16 925 người và mật độ 2 460 người/km².